# Ryŏkp’o-guyŏk
Ryŏkp’o-guyŏk ist einer der 18 Stadtbezirke Pjöngjangs, der Hauptstadt Nordkoreas. Er grenzt im Norden an die Bezirke Sŏngyo-guyŏk und Sadong-guyŏk, im Süden an den Landkreis Chunghwa-gun und im Westen an den Rakrang-guyŏk.
Der Bezirk entstand bei einer Neueinteilung der Provinz P’yŏngan-namdo im Oktober 1960.

## Bauwerke und Einrichtungen

### Nationalschätze

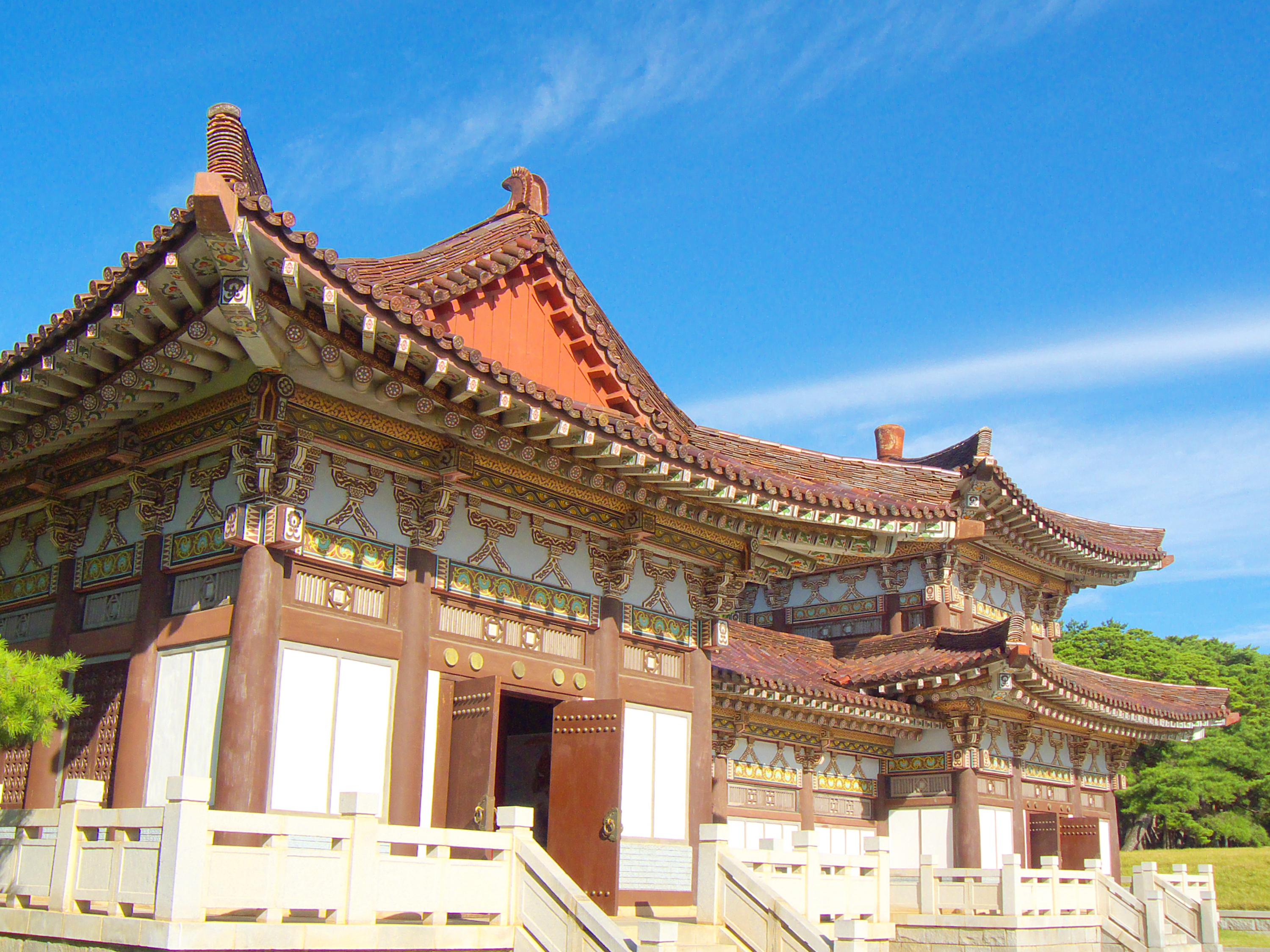
Dongmyeongseongwang-Grab, Ryongsan-ri

In Ryŏkp’o-guyŏk befinden sich in Ryongsan-ri fünf der Nationalschätze Nordkoreas
- Das Dongmyeongseongwang-Grab (Nationalschatz #36)
- Der Chongrungsa-Tempel (Nationalschatz #173)
- Das Jinpari-Grab Nr. 4 (Nationalschatz #180)
- Das Jinpari-Grab Nr. 1 (Nationalschatz #181)
- Die Siebenstöckige Pagode des Chongrungsa-Tempels (Nationalschatz #184)

## Naturdenkmale
Der Japanische Rotkiefernwald in Ryongsan-ri ist unter den Naturdenkmalen Nordkoreas mit der Sortierungsnummer 25 aufgeführt.

## Verwaltungseinheiten
Ryŏkp’o-guyŏk ist in 14 Verwaltungseinheiten eingeteilt, darunter sieben dong und sechs ri. Der Ortsteil Changjin ist in zwei dong unterteilt.
|               | Chosŏn’gŭl | Hancha   |
| ------------- | ---------- | -------- |
| Changjin-dong | 장진동     | 將進洞   |
| Chudang-ri    | 추당리     | 楸唐里   |
| Nunggum-dong  | 능금동     |          |
| Ryokpo-dong   | 력포동     | 力浦洞   |
| Ryongsan-ri   | 룡산리     | 龍山里   |
| Ryuhyon-ri    | 류현리     | 柳絃里   |
| Seumul-dong   | 세우물동   |          |
| Sokchong-ri   | 석정리     | 石井里   |
| Sosamjong-ri  | 소삼정리   | 小三亭里 |
| Sosin-dong    | 소신동     | 小新洞   |
| Taehyon-dong  | 대현동     | 大峴洞   |
| Yangum-ri     | 양음리     | 陽陰里   |